# Mattia Bottani
Mattia Bottani, né le 24 mai 1991 à Sorengo (Suisse), est un footballeur suisse, qui évolue au poste de milieu de terrain au sein du club du FC Lugano.
Il est le frère du footballeur Alessio Bottani.

## Biographie

### Carrière en club

#### FC Lugano (2012-2016)
Il marque son premier but avec le FC Lugano, le 30 novembre 2011, au derby tessinois contre l'AC Bellinzone en Challenge League 2011-2012 (victoire 2-0 au Stadio comunale Cornaredo).

#### FC Wil (2016-2017)
Le 2 août 2016, il rejoint le FC Wil en provenance des Biaconeri contre la somme de 0,7 M€.
Quelques jours après le rachat du club saint-gallois par des Turcs, le Tessinois quitte le club.

#### Retour au FC Lugano (depuis 2017)
Après une saison passée au FC Wil, Mattia retourne au FC Lugano. Il sera lié avec les Luganais jusqu'en 2020. Il a signé un nouveau contrat qui le lie au club jusqu'en juin 2024.
Il marque son premier but de la saison, le 28 septembre 2017, contre le Steaua Bucarest en phase de groupe de la Ligue Europa 2017-2018. Il sera ensuite remplacé à la 71e minute de jeu par Radomir Milosavljević (défaite 2-1 au Swissporarena).

### Carrière en sélection
Il est sélectionné à deux reprises par Pierluigi Tami avec les moins de 18 ans pour jouer deux matchs amicaux contre la Belgique, mais sans entrer en jeu.